# Battuda
Battuda är en ort och kommun i provinsen Pavia i regionen Lombardiet i Italien. Kommunen hade 661 invånare (2018).